# Novellefilm
 Novellefilm  er en kort fiktionsfilm, der typisk er en kort afrundet historie med en ofte enkel pointe. Novellefilm er kortere end spillefilm og varer normalt mellem 10 og 50 minutter . Det er en filmgenre, hvor Danmark især har stået stærkt, ligesom kortfilm og dokumentarfilm. De distribueres ofte via tv, DVD og video on demand.